# Tervajoki
Tervajoki est un quartier du district de Vähäkyrö à Vaasa en Finlande.

## Présentation
Tervajoki a deux écoles l'école de Tervajoki du côté de Vaasa et l'école de Kylkkälä du côté d'Isokyrö.
La gare de Tervajoki est située sur la ligne Seinäjoki–Vaasa, entre la gare d'Isonkyrö et la gare de Laihia, dans le village de Kylkkälä à Isokyrö. 
Le bâtiment de la gare de Tervajoki, achevé en 1883, a été désaffecté le 15 novembre 2001, mais tous les trains de la ligne Seinäjoki–Vaasa s'arrêtent toujours à la gare.

## Site archéologique
Tervajoki abrite l'un des vestiges antiques les plus importants de l'Ostrobotnie. 
La zone d'Aittoomäki compte un grand nombre de monticules de l'âge du fer ainsi que des clôtures en pierre et des granges.
La zone est habitée depuis au moins 600 av. J.-C. .

## Galerie

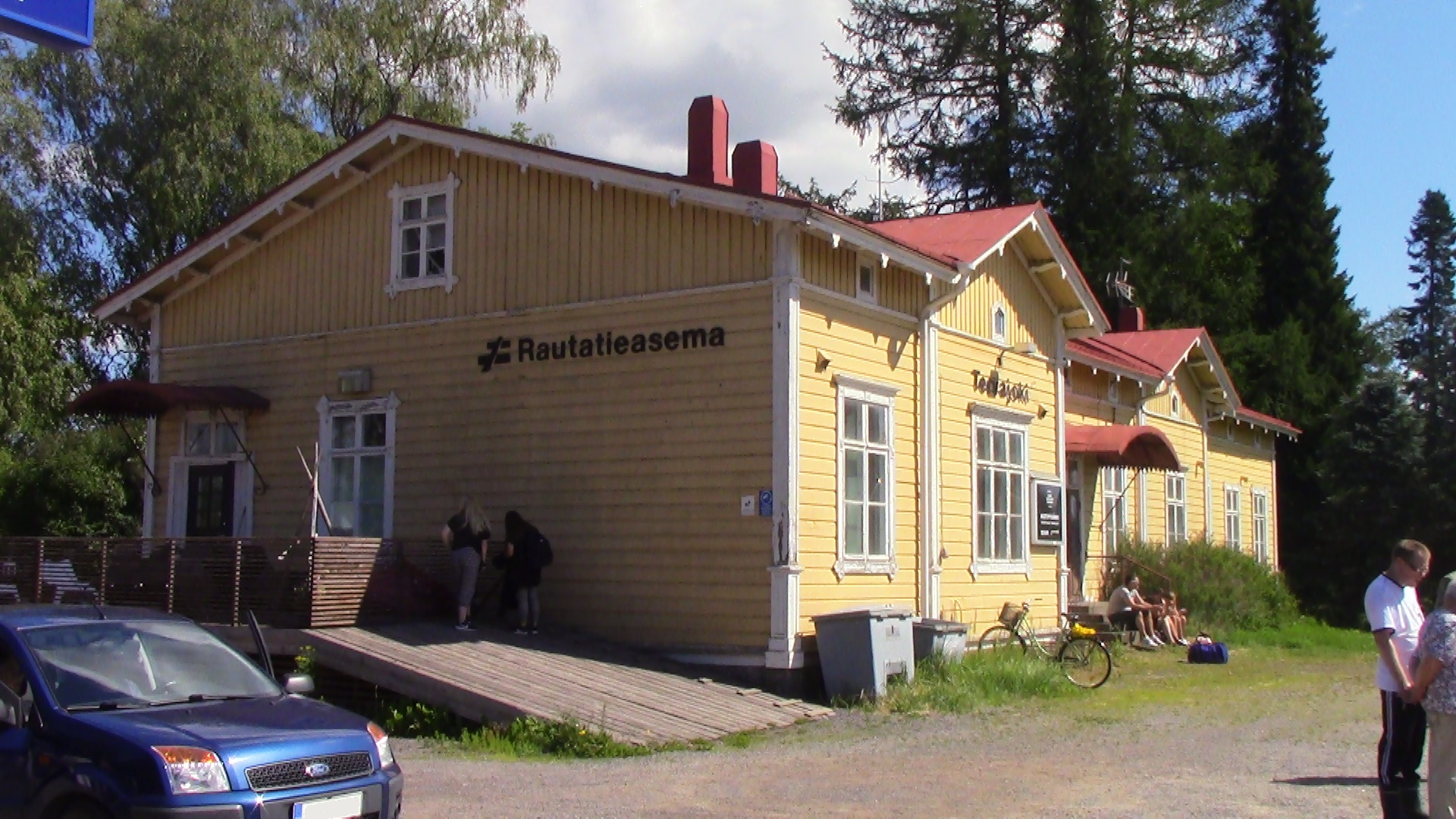
Gare de Tervajoki.
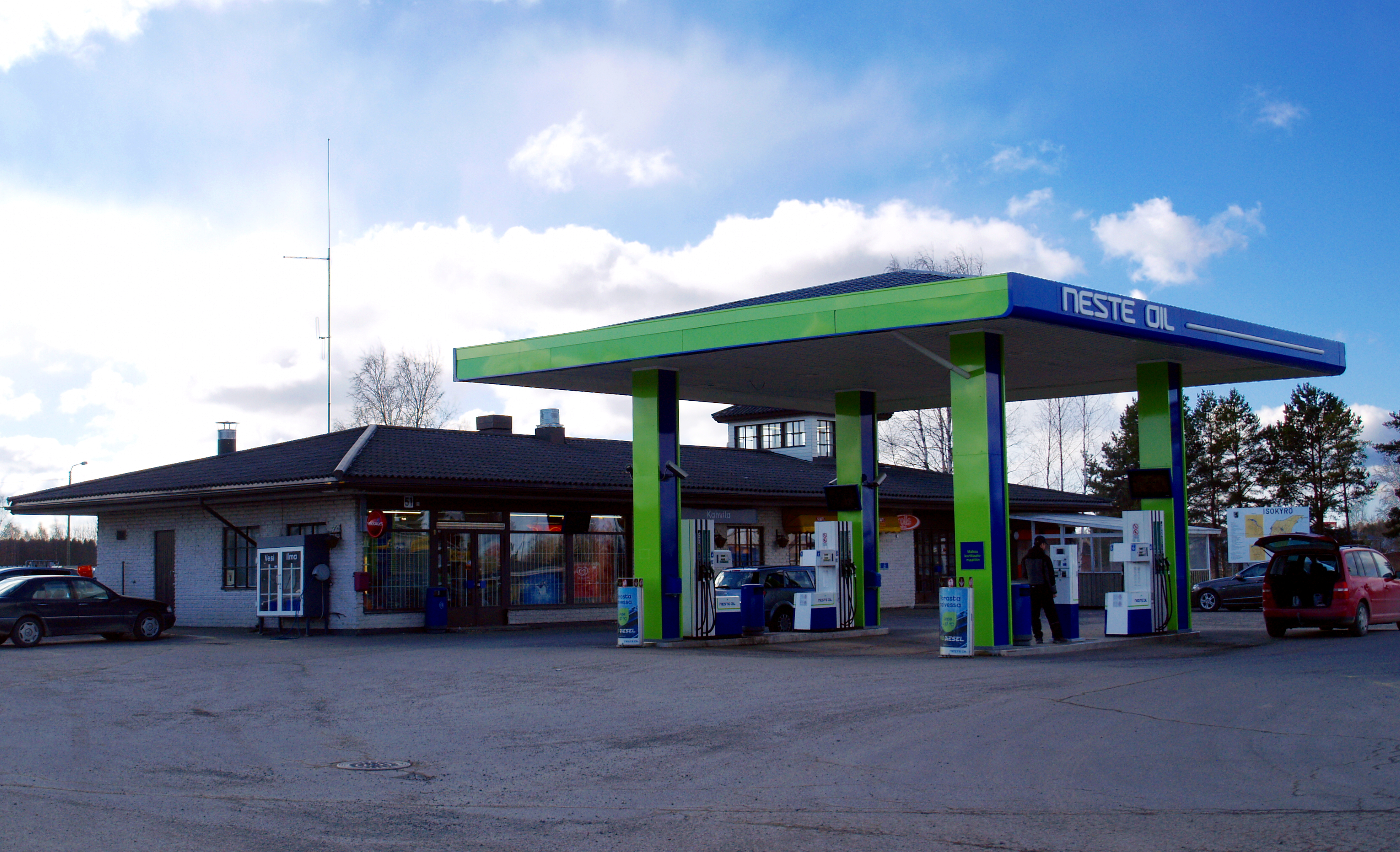
Station d'essence Neste Oil.